# Ronaldo Conceiçao
Ronaldo Conceiçao, vollständiger Name Ronaldo Alexander Conceiçao Silveira, (* 3. April 1987 in Capão da Canoa) ist ein ehemaliger brasilianischer Fußballspieler.

## Karriere
Der 1,91 Meter große Defensivakteur Ronaldo Conceiçao spielte im Jugendfußball für den brasilianischen Klub Internacional Porto Alegre 2001 für die U-15 und in den Jahren 2003 bis 2004 für die U-17. Anschließend war er bei der U-20 von Grêmio Porto Alegre aktiv. 2005 war der Pedrabranca FC sein Arbeitgeber. Es folgten Karrierestationen bei Ideal FC, erneut Pedrabranca und AD São Caetano. 2006 bis 2007 war er bei CE Bento Gonçalves aktiv, für den er nach Zwischenstation bei Nacional Montevideo auch 2008 spielte. Bei Nacional war er für die Reservemannschaft (Formativas) vorgesehen. Er stand seit 2009 in Reihen des uruguayischen Klubs River Plate Montevideo. Während in der  Clausura 2009 ein Treffer für ihn zu Buche steht, weist die Statistik für ihn 15 Erstligaspiele und ein Tor in der Folgesaison 2009/10 aus. Zudem kam er siebenmal (kein Tor) in der Copa Sudamericana 2009 zum Einsatz, in der sein Klub erst im Halbfinale an LDU Quito scheiterte. Anfang April 2010 wechselte er zu seinem Jugendverein Internacional. Sein Klub gewann in jenem Jahr die Copa Libertadores. Er selbst wurde jedoch nur ein einziges Mal (kein Tor) in der Série A eingesetzt. Ab dem 2. Januar 2012 setzte er seine Karriere als Leihspieler bei Náutico Capibaribe fort. Zweimal lief er dort im Staatsmeisterschaft von Pernambuco auf. Ein Tor erzielte er nicht. Nach seiner Rückkehr zu Internacional Anfang Mai 2012 sind bis Jahresende keine Einsätze oder eine Kaderzugehörigkeit für ihn verzeichnet. In der ersten Jahreshälfte 2013 wurde er dann erneut ausgeliehen. Aufnehmender Verein war der EC São José, für den er fünf persönlich torlose Partien im Staatsmeisterschaft von Rio Grande do Sul absolvierte. Anfang Juli 2013 kehrte er erneut zu Internacional zurück, ohne dass in der Folgezeit weitere Einsätze beim Klub für ihn geführt werden. Caxias wird in anderen Quellen als weitere Station im Anschluss geführt. Im Juli 2014 schloss er sich dem uruguayischen Erstligisten El Tanque Sisley an, für den er in der Clausura 2015 eine Begegnung (kein Tor) der Primera División bestritt. Anfang September 2015 wechselte er abermals zu River Plate Montevideo. Bei den Montevideanern wurde er in der Saison 2015/16 in 15 Erstligaspielen (drei Tore) und sieben Partien (kein Tor) der Copa Libertadores 2016 eingesetzt. In der zweiten Junihälfte 2016 schloss er sich dem brasilianischen Klub Atlético Mineiro an. Dort bestritt er vier Partien (kein Tor) in der Série A und eine Begegnung (kein Tor) der Copa do Brasil. Mitte Januar 2017 verpflichtete ihn der Club Atlético Peñarol. Er kam hier auf ein Spiel in der ganzen Saison. Von 2018 bis 2019 war Conceiçao in Brasilien beim Real Sport Club und 2019 bei Centro Atlético Fénix. Dann beendete er seine aktive Karriere.